# Pegel Hohensaaten-Finow
Der Pegel Hohensaaten-Finow ist ein gewässerkundlicher Pegel. Er wird vom Wasserstraßen- und Schifffahrtsamt Oder-Havel (vorher: Wasser- und Schifffahrtsamt Eberswalde) betrieben. Es werden am Pegel der Wasserstand, Abfluss und Wassertemperatur gemessen. Er befindet sich am linken Oderufer. Der Pegel liegt etwa 1 km der südlich der Ortschaft Hohensaaten bei Oder-km 664,95.

## Pegelgrunddaten
Messstellen-Nr.: 60308.0
Einzugsgebiet: 109.564 km²
Pegelnullpunkt: +0,155 m ü. NN

## Hydrologische Hauptwerte
Die angegebenen Wasserstände beziehen sich auf die statistische Reihe 1951/2003.
NNW = 84 cm (erstmals am 11. September 1921)
NW = 143 cm
MNW = 208 cm
MW = 331 cm
MHW = 533 cm
HW = 746 cm
HHW = 778 cm am 21. März 1940

## Statistische Hochwasserwahrscheinlichkeiten
Die angegebenen Wahrscheinlichkeiten beziehen sich auf die Jahresreihe 1901/1997. Nachfolgend stehende Werte bezeichnen ein Hochwasser, welches statistisch gesehen alle x Jahre eintritt. Die Werte in Klammern gelten für Ereignisse ohne Eis.
HW 2 = 535 cm (505 cm)
HW 5 = 615 cm (590 cm)
HW 10 = 660 cm (630 cm)
HW 20 = 695 cm (665 cm)
HW 50 = 735 cm (700 cm)
HW 100 = 760 cm (720 cm) (Jahrhunderthochwasser)
HW 200 = 780 cm (735 cm)
HW 500 = 810 cm (755 cm)

## Hochwasserereignisse
Am Pegel Hohensaaten-Finow wurden bisher folgende Hochwasserereignisse gemessen:
am 21.03.1940 - 778 cm
am 07.01.2011 - 754 cm (ungeprüfte Rohdaten aus Pegelonline)
am 18.01.1982 - 746 cm (Oder-Winterhochwasser 1981/82)
am 31.07.1997 - 729 cm (Oderhochwasser 1997)
am 23.03.1855 - 723 cm
am 20.03.1891 - 712 cm
am 03.04.1888 - 709 cm
am 30.03.1942 - 704 cm
am 20.04.1917 - 703 cm
am 25.02.1948 - 701 cm